# 黃竹葛盾介殼蟲
黃竹葛盾介殼蟲（学名：Greenaspis elongata）为盾介殼蟲科竹葛盾介殼蟲屬下的一个种。其种加词“elongata”意为“长的”。